# Bare (Konjic, BiH)
Bare su naseljeno mjesto u općini Konjic, Federacija Bosne i Hercegovine, BiH.
Selo Bare, u konjičkom Klisu, nalazi se na oko 900 metara nadmorske visine i tridesetak kilometara daleko od Konjica. Rat 1992. – 1995. je i ovdje ostavio traga, pa je danas u Barama veoma malo njegovih predratnih žitelja. 

## Povijest
Nakon mletačkog oslobađanja dijelova Boke kotorske, iz Risna, Bijele, Herceg-Novog su što progonom što samostalno iselile muslimanske obitelji. U konjički kraj su iz Risna u Boki kotorskoj do 1684. godine stigle obitelji: Mravi u selo Kruščicu, Mravović u selo Parsoviće, Šehovići kao odvojak Mravovića su se preko Župe u Korjenićima doselili u Kruščicu, a jedni su odselili u selo Bare, te obitelj Mahmutovića u selo Podbukovlje.

## Stanovništvo

### 1991.
Nacionalni sastav stanovništva 1991. godine, bio je sljedeći:
ukupno: 192
- Hrvati – 105
- Muslimani – 86
- ostali, neopredijeljeni i nepoznato – 1

### 2013.
Nacionalni sastav stanovništva 2013. godine, bio je sljedeći:
ukupno: 28
- Hrvati – 19
- Bošnjaci – 9

## Religija
Selo Bare je poznato kršćansko selo još iz davne povijesti, o čemu svjedoče i iskopine stare katoličke crkve (bazilike). Pored nje je prije rata napravljena crkva sv. Petra i Pavla. Svake godine, 29. lipnja slavi se patron župe. 

## Vanjske poveznice
- Satelitska snimka  Arhivirana inačica izvorne stranice od 14. veljače 2021. (Wayback Machine)